# The Seven Pearls
The Seven Pearls er en amerikansk stumfilm fra 1917 af Louis J. Gasnier og Donald MacKenzie.

## Medvirkende
- Mollie King som Ilma Bay
- Creighton Hale som Harry Drake
- Léon Bary som Perry Mason
- John J. Dunn som Grady
- Henry G. Sell som Jack